# Trochilinae
Trochilinae Jardine, 1833 è una delle due sottofamiglie di uccelli della famiglia Trochilidae e comprende i colibrì propriamente detti.

## Descrizione
Questi uccelli presentano la tipica colorazione iridescente del piumaggio con colori metallici; in molti generi è presente anche un forte dimorfismo sessuale.

## Distribuzione e habitat
I membri di questa sottofamiglia si ritrovano dall'Alaska alla Terra del Fuoco, sebbene la maggior biodiversità sia presente in Centroamerica.

## Tassonomia

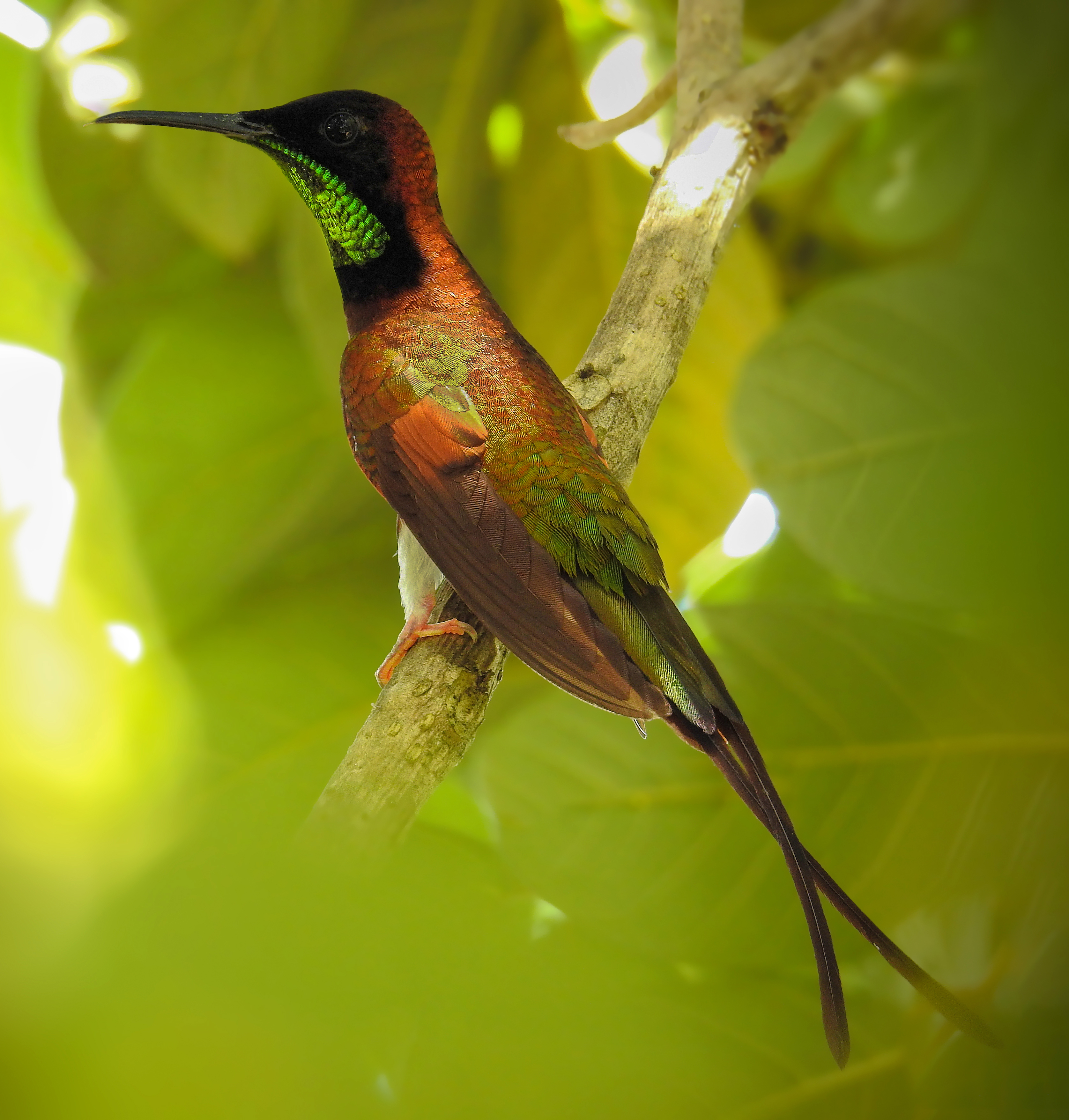
Colibrì topazio cremisi.

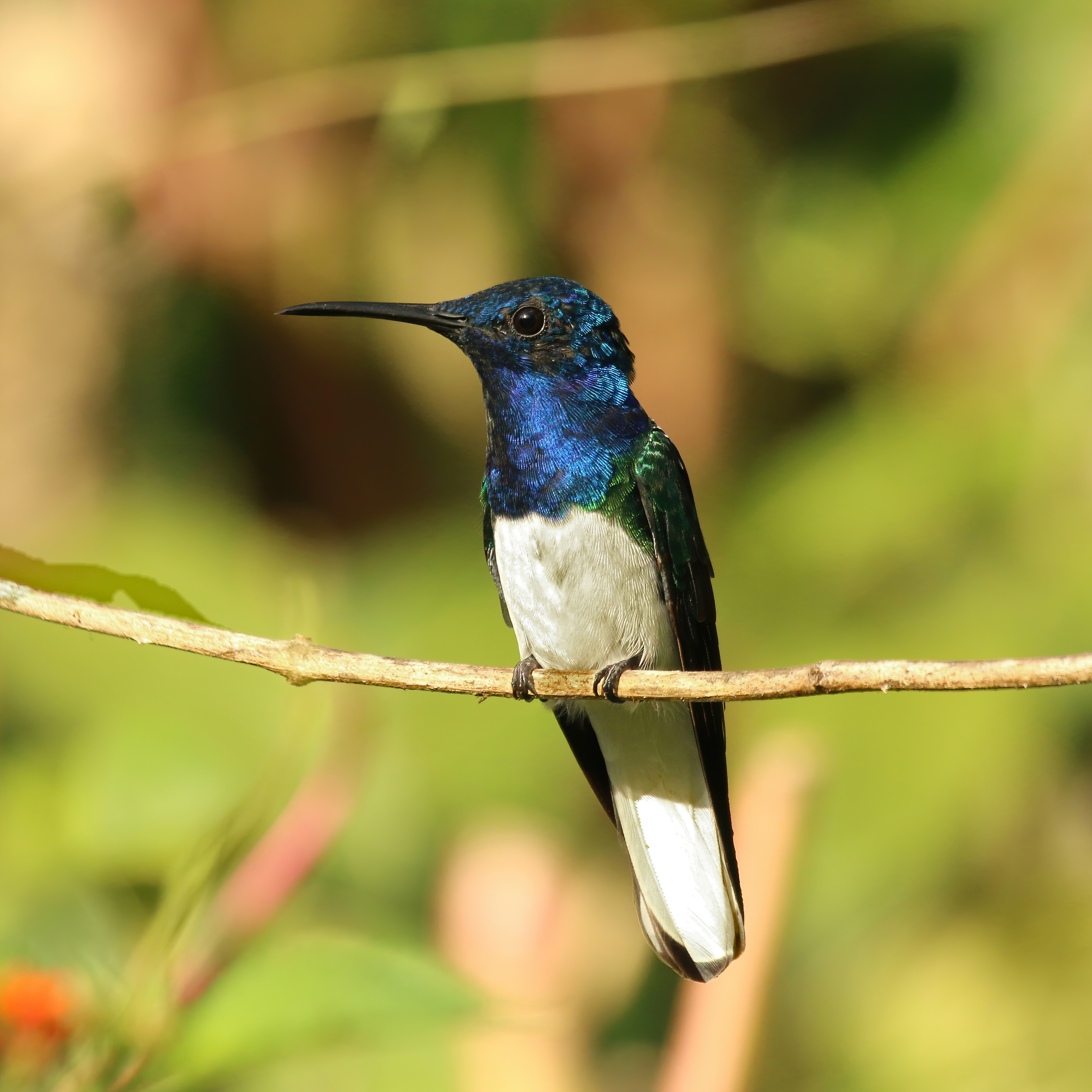
Colibrì collobianco.

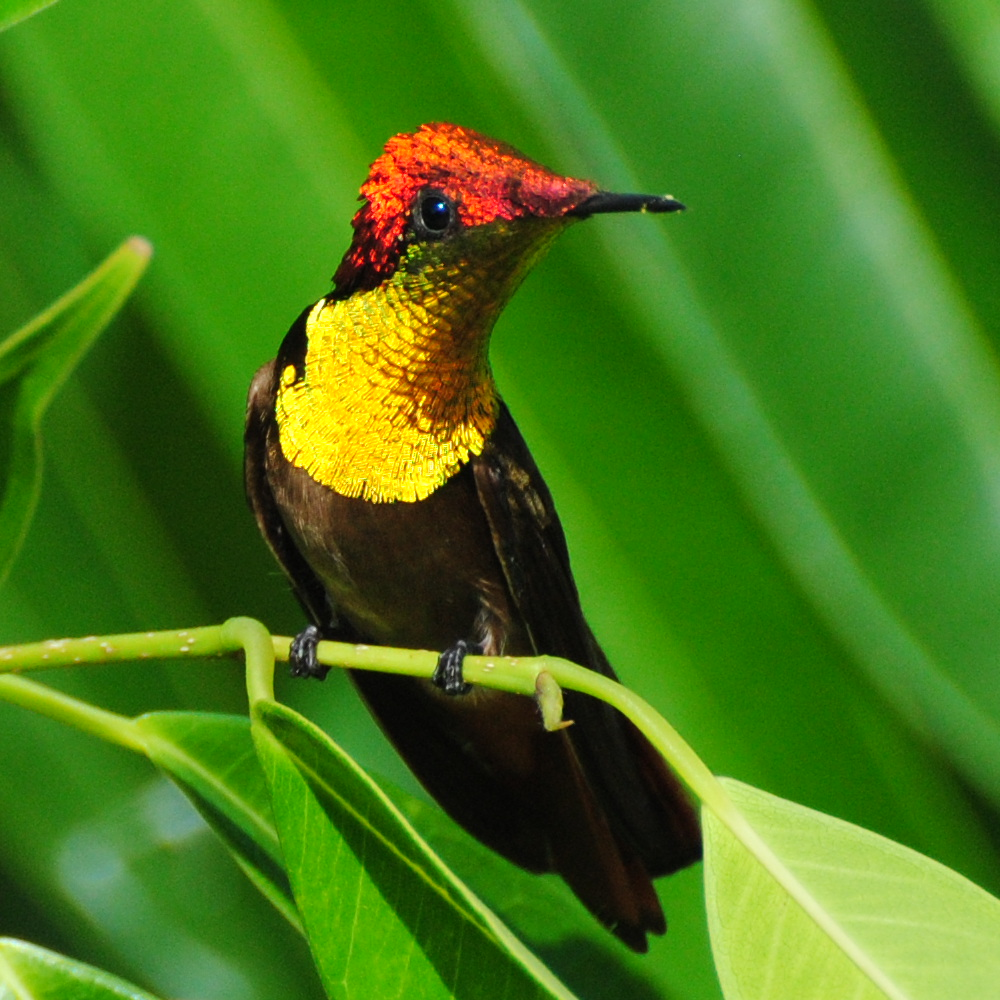
Colibrì rubino-topazio.

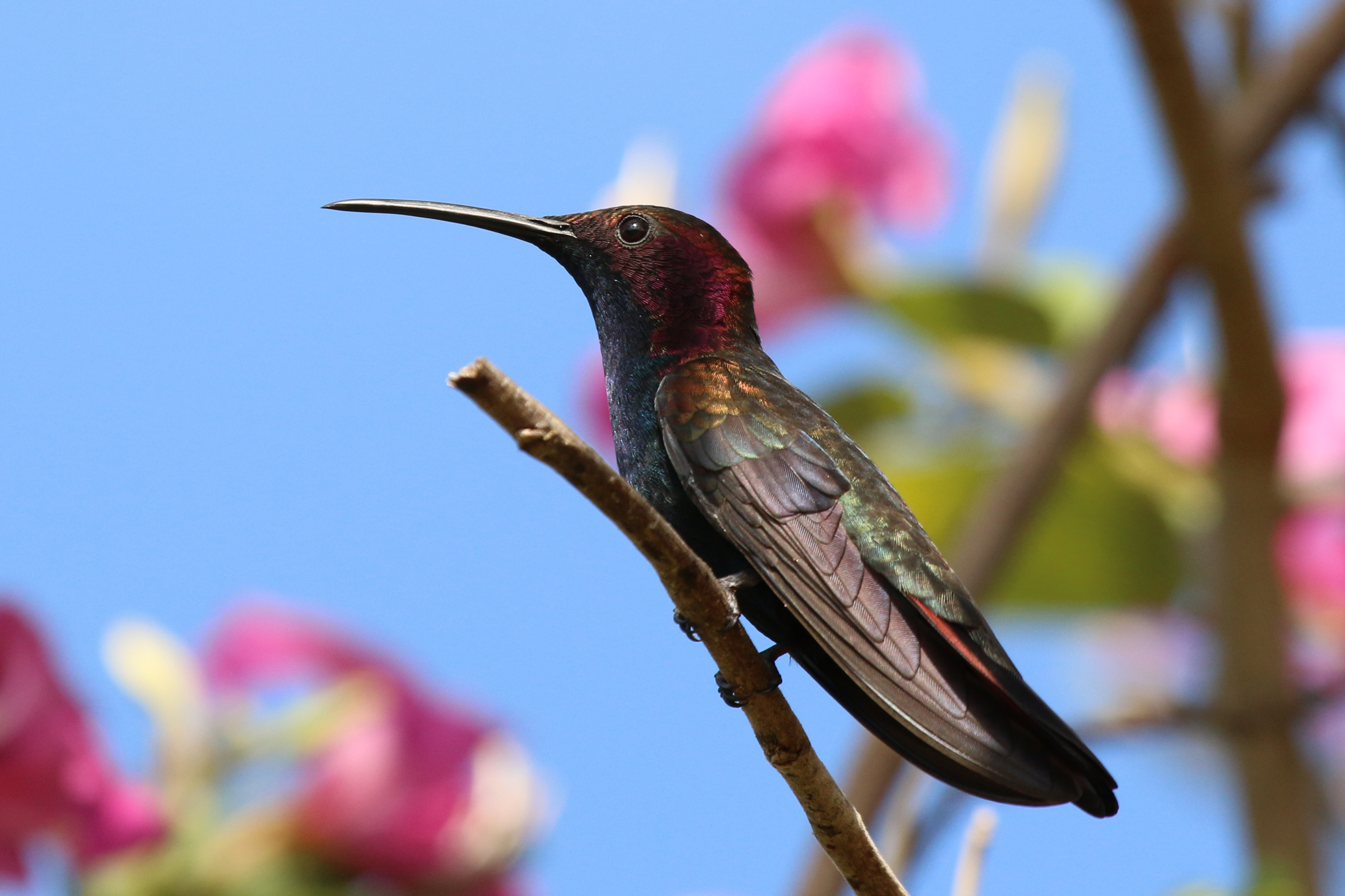
Mango della Giamaica.

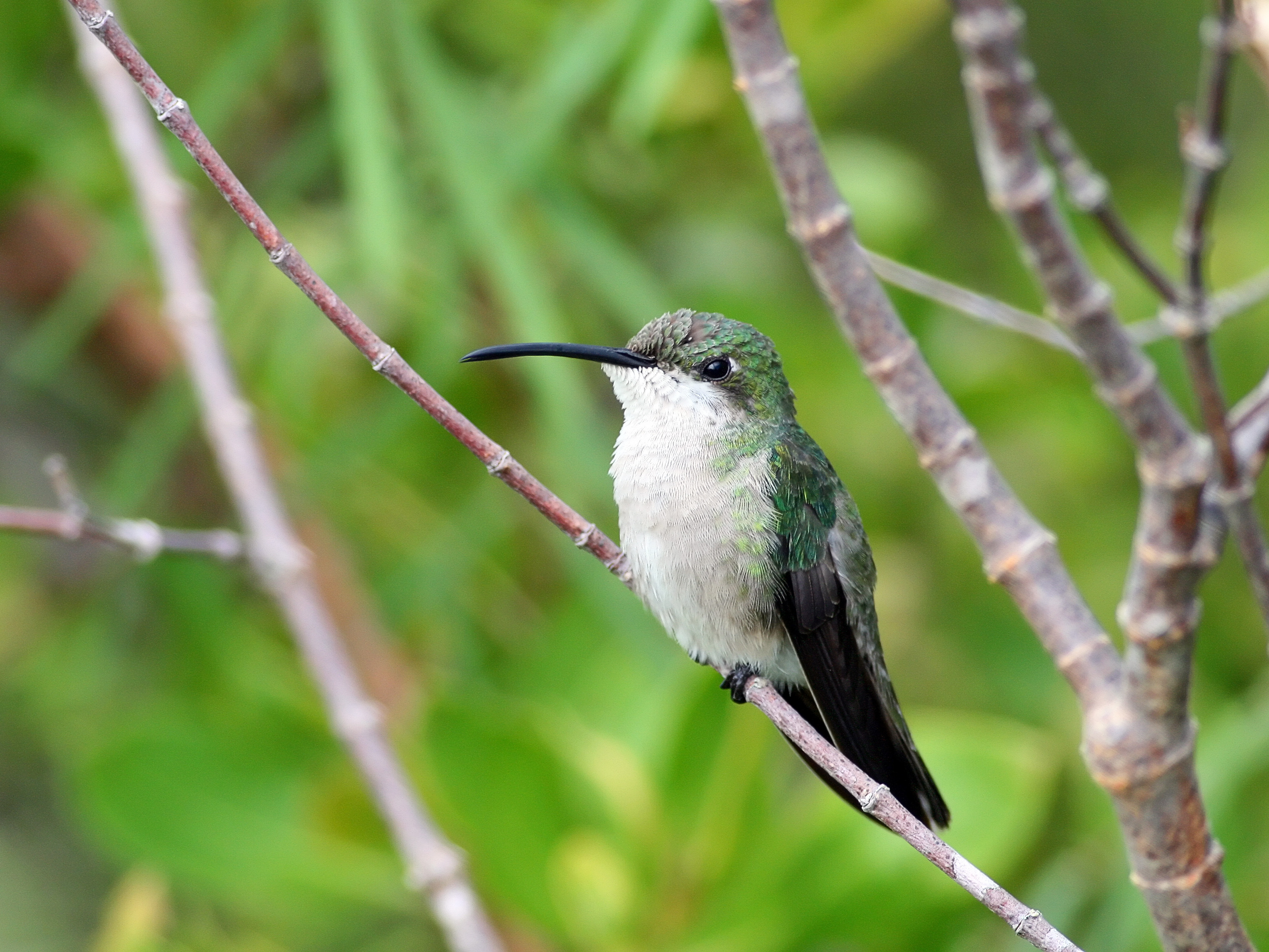
Mango delle Antille.

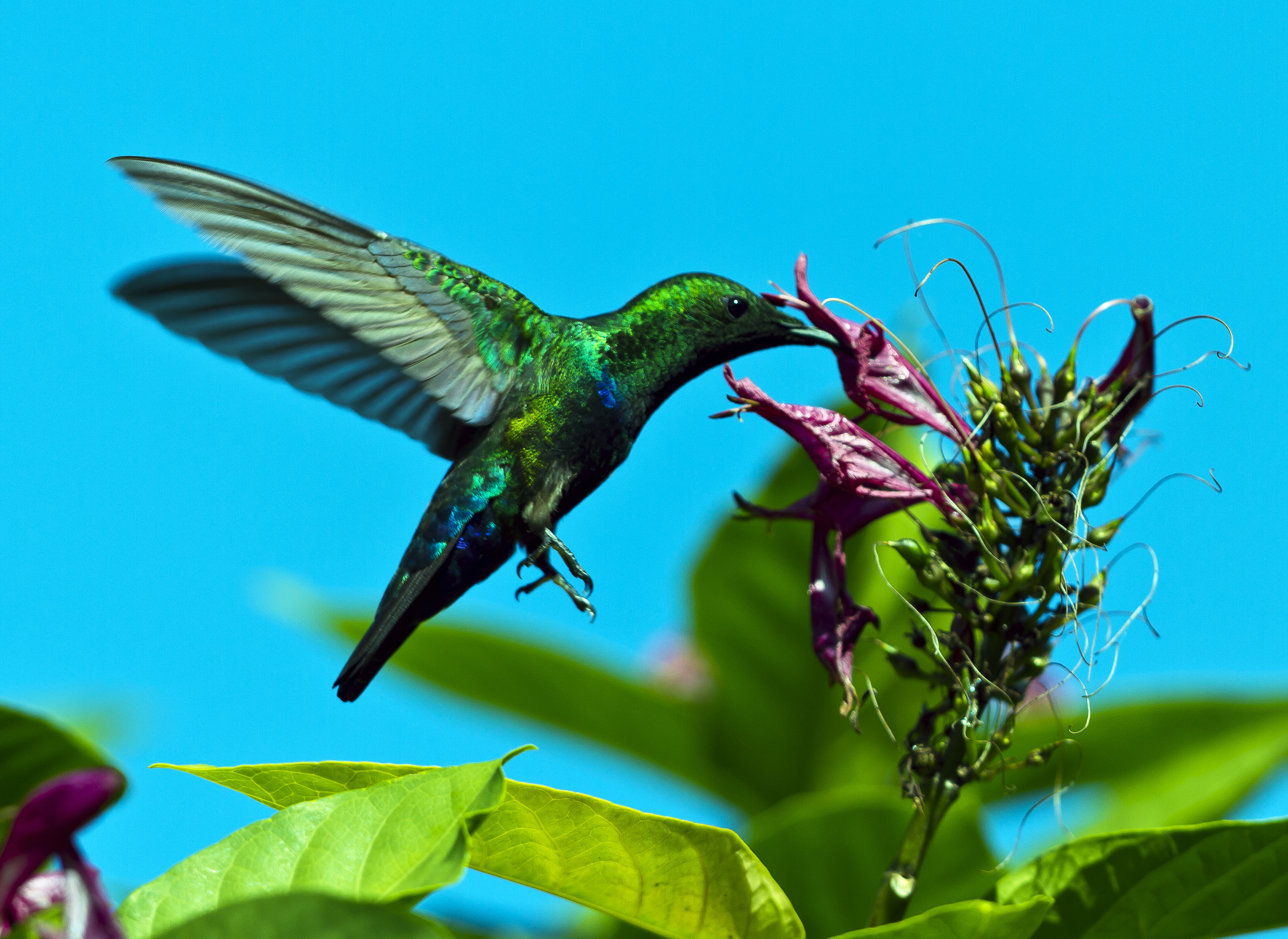
Colibrì dei Caraibi sericeo.

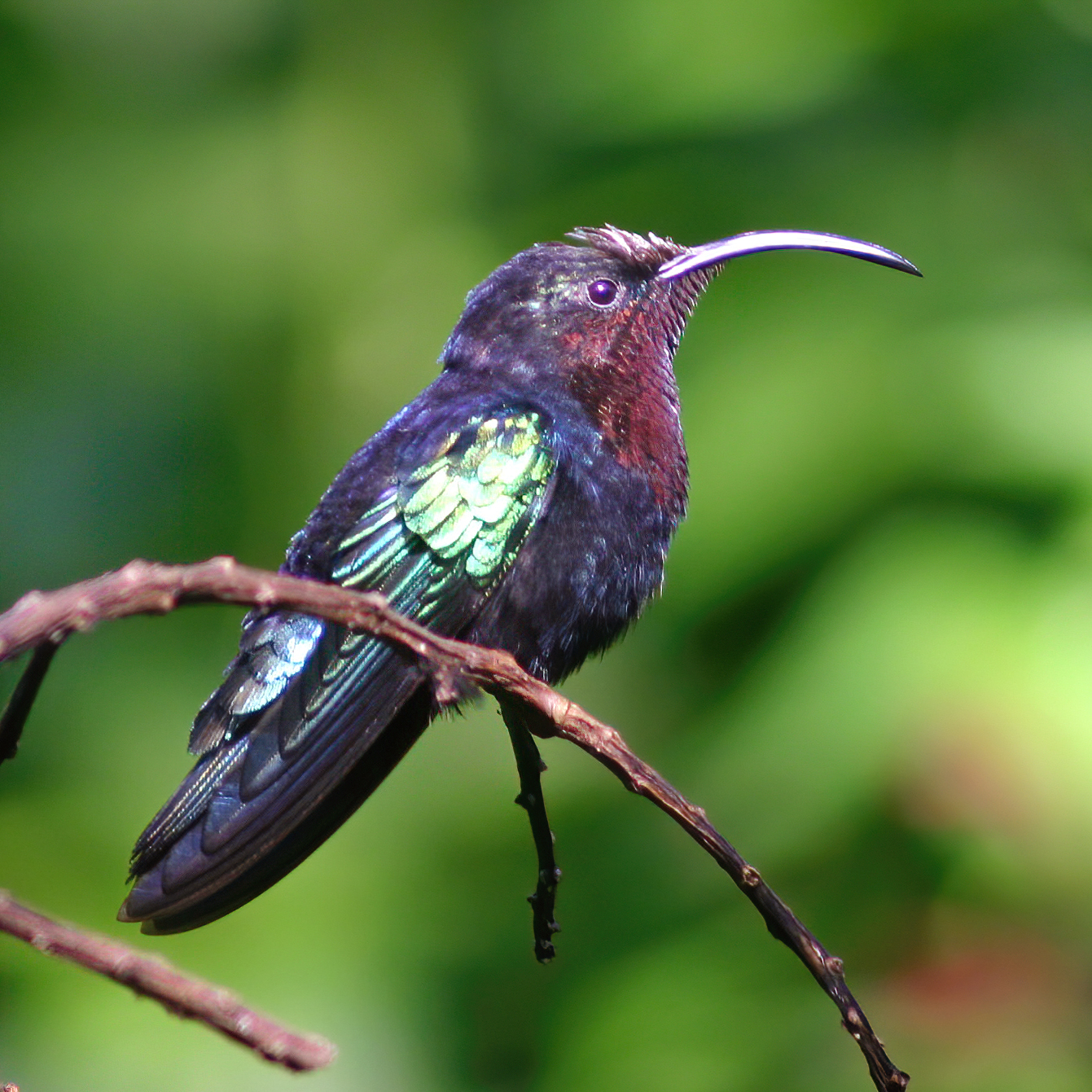
Colibrì dei Caraibi golapurpurea.

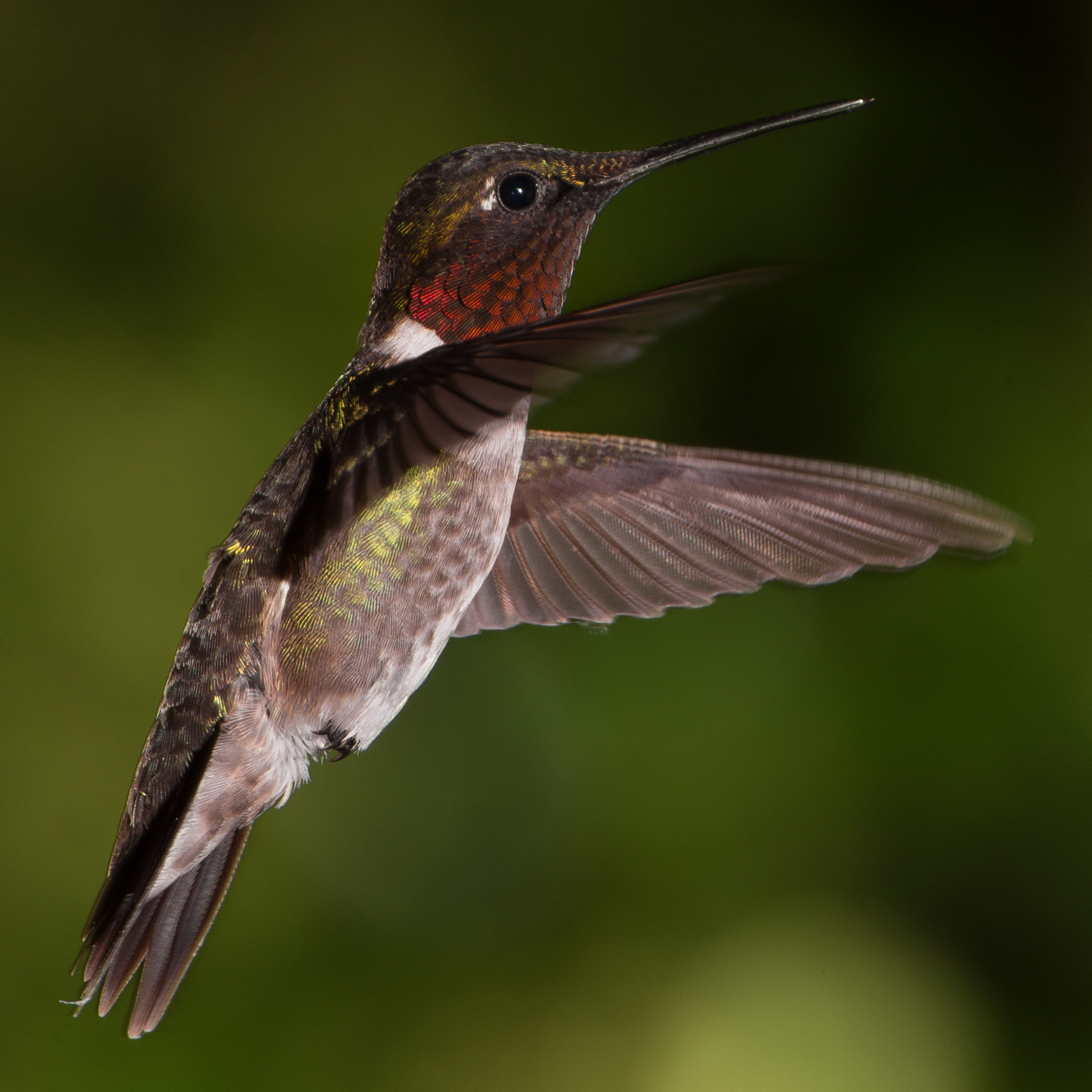
Colibrì golarubino.

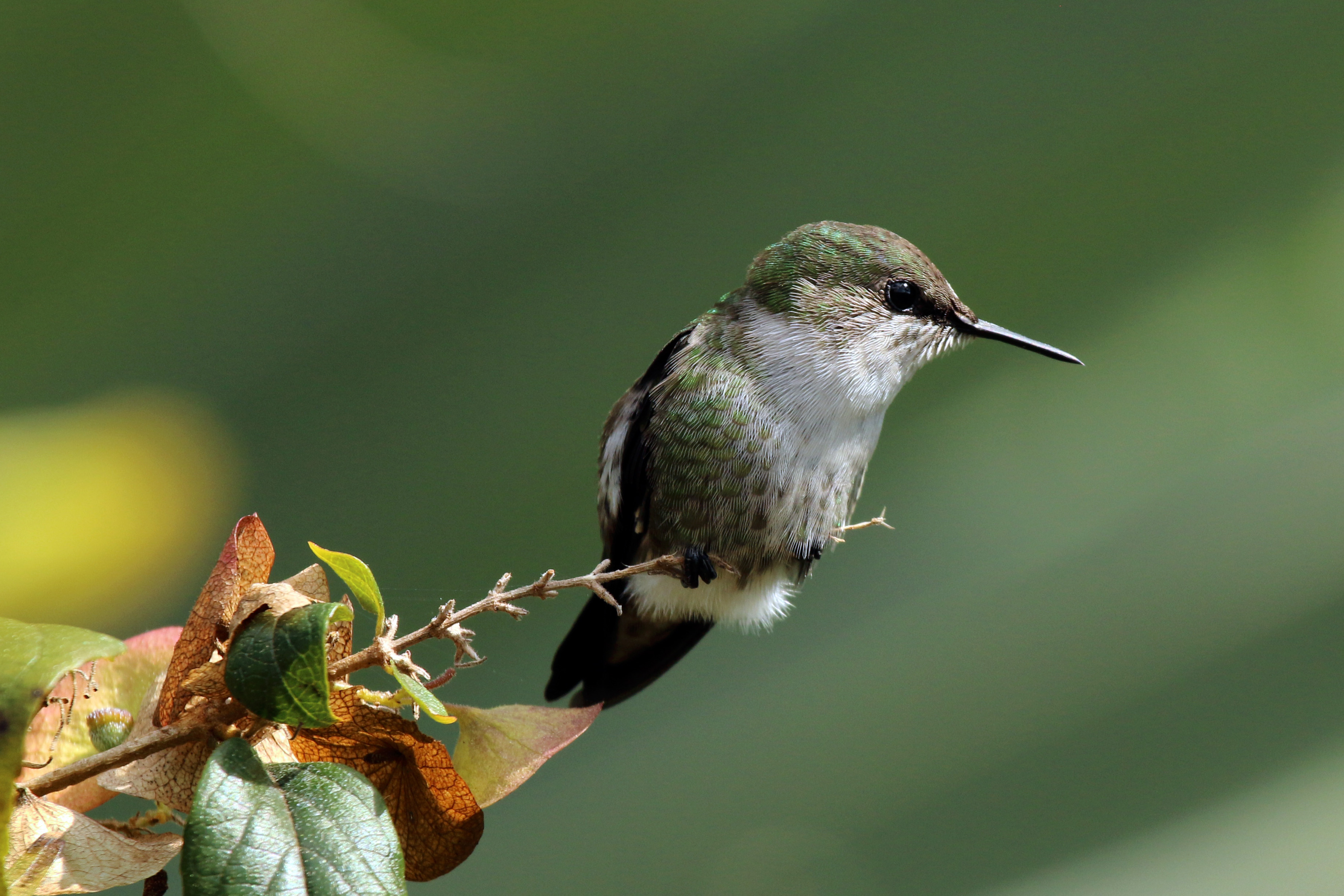
Colibrì minimo.

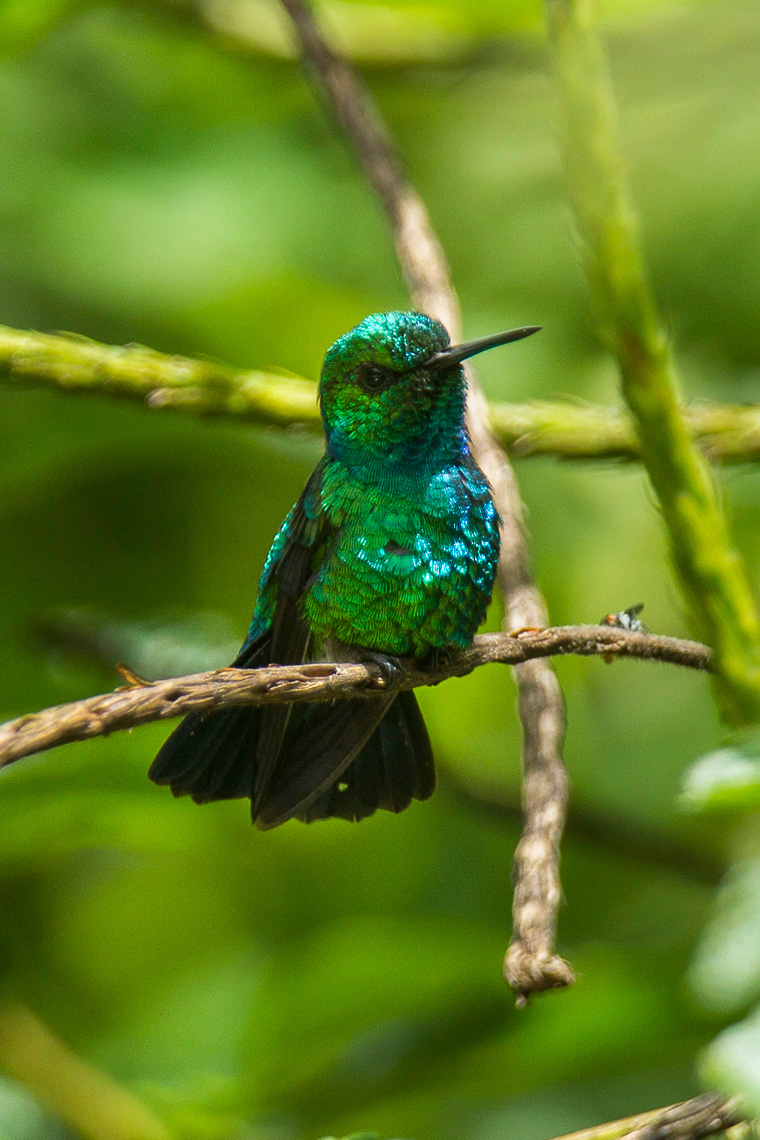
Colibrì smeraldo codablu.

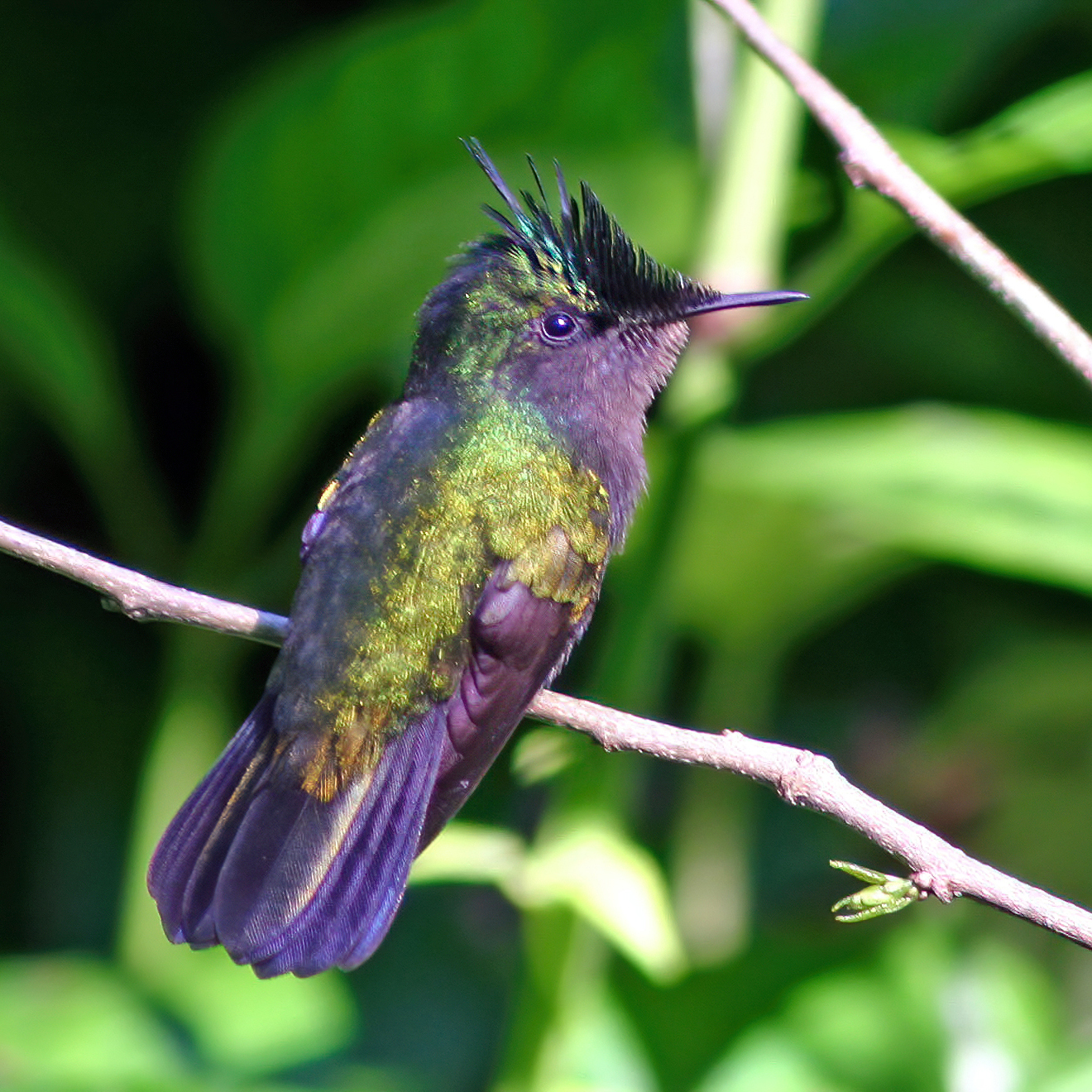
Colibrì crestato delle Antille.

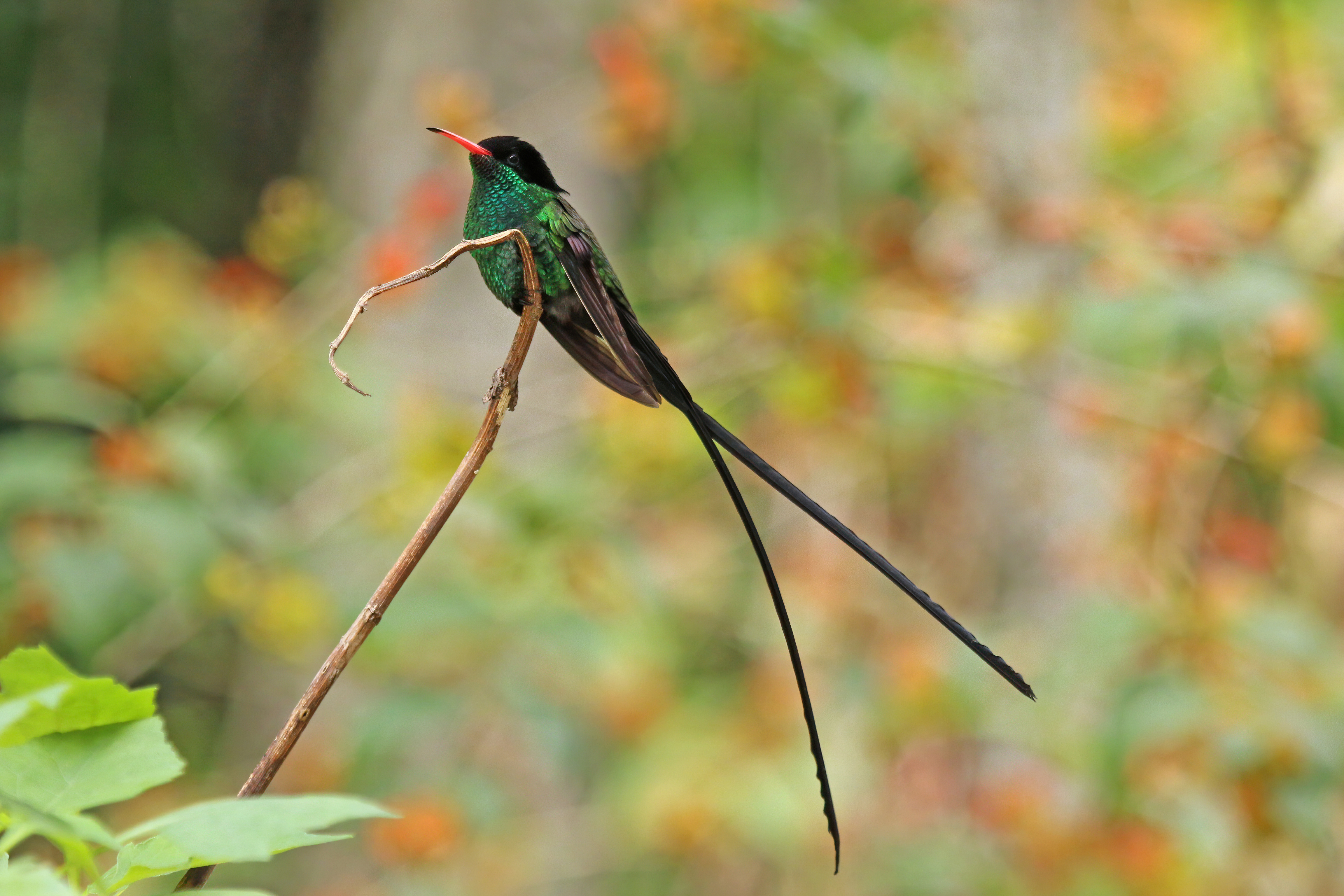
Colibrì coda a festone becco rosso.

La sottofamiglia Trochilinae comprende i seguenti generi e specie:
- Topaza G. R. Gray, 1840
  - Topaza pella (Linnaeus, 1758) - colibrì topazio cremisi
  - Topaza pyra (Gould, 1846) - colibrì topazio di fiamma
- Florisuga Bonaparte, 1850
  - Florisuga mellivora (Linnaeus, 1758) - colibrì collobianco
  - Florisuga fusca (Vieillot, 1817) - colibrì nero
- Doryfera Gould, 1847
  - Doryfera ludovicae (Bourcier e Mulsant, 1847) - beccodilancia fronteverde
  - Doryfera johannae (Bourcier, 1847) - beccodilancia fronteblu
- Schistes Gould, 1852
  - Schistes albogularis Gould, 1852 - colibrì cuneato occidentale
  - Schistes geoffroyi (Bourcier, 1843) - colibrì becco a cuneo, colibrì cuneato, colibrì cuneato orientale
- Augastes Gould, 1849
  - Augastes scutatus (Temminck, 1824) - colibrì color giacinto
  - Augastes lumachella (R. Lesson, 1839) - colibrì incappucciato
- Colibri Spix, 1824
  - Colibri delphinae (R. Lesson, 1839) - colibrì orecchie viola bruno
  - Colibri thalassinus (Swainson, 1827) - colibrì orecchie viola marino
  - Colibri cyanotus (Bourcier, 1843) - colibrì orecchie viola minore
  - Colibri coruscans (Gould, 1846) - colibrì orecchie viola scintillante
  - Colibri serrirostris (Vieillot, 1816) - colibrì orecchie viola codabianca
- Androdon Gould, 1863
  - Androdon aequatorialis Gould, 1863 - colibrì becco a dente
- Heliactin F. Boie, 1831
  - Heliactin bilophus (Temminck, 1820) - colibrì gemma del sole
- Heliothryx F. Boie, 1831
  - Heliothryx barroti (Bourcier, 1843) - filo di sole a corona purpurea
  - Heliothryx auritus (J. F. Gmelin, 1788) - filo di sole orecchie nere
- Polytmus Brisson, 1760
  - Polytmus guainumbi (Pallas, 1764) - goladoro codabianca, colibrì codadorata codabianca
  - Polytmus milleri (Chapman, 1929) - goladoro dei tepui, colibrì codadorata di tepui,
  - Polytmus theresiae (Da Silva Maia, 1843) - goladoro codaverde, colibrì codadorata codaverde
- Avocettula Reichenbach, 1849
  - Avocettula recurvirostris (Swainson, 1822) - colibrì becco di avocetta
- Chrysolampis F.Boie, 1831
  - Chrysolampis mosquitus (Linnaeus, 1758) - colibrì rubino-topazio
- Anthracothorax F. Boie, 1831
  - Anthracothorax mango (Linnaeus, 1758) - mango della Giamaica
  - Anthracothorax nigricollis (Vieillot, 1817) - mango collonero
  - Anthracothorax viridigula (Boddaert, 1783) - mango golaverde
  - Anthracothorax prevostii (R. Lesson, 1832) - mango pettoverde
  - Anthracothorax veraguensis Reichenbach, 1855 - mango di Veragua
  - Anthracothorax dominicus (Linnaeus, 1766) - mango delle Antille
  - Anthracothorax viridis (Audebert e Vieillot, 1801) - mango verde
- Eulampis F. Boie, 1831
  - Eulampis holosericeus (Linnaeus, 1758) - colibrì dei Caraibi sericeo
  - Eulampis jugularis (Linnaeus, 1766) - colibrì dei Caraibi golapurpurea
- Heliangelus Gould, 1848
  - Heliangelus mavors Gould, 1848 - angelo del sole dalla gola aranciata, eliangelo golarancio
  - Heliangelus amethysticollis (d'Orbigny e Lafresnaye, 1838) - angelo del sole gola ametista, eliangelo golametista
  - Heliangelus clarisse (Longuemare, 1841) - angelo del sole di Longuemare, eliangelo di Longuemare
  - Heliangelus spencei (Bourcier, 1847) - angelo del sole di Merida, eliangelo del Merida
  - Heliangelus strophianus (Gould, 1846) - angelo del sole gola ornata, eliangelo dalla gorgiera
  - Heliangelus exortis (Fraser, 1840) - angelo del sole tormalina, eliangelo tormalina
  - Heliangelus micraster Gould, 1872 - angelo del sole tormalina, eliangelo tormalina
  - Heliangelus viola (Gould, 1853) - angelo del sole gola purpurea, eliangelo golaviola
  - Heliangelus regalis Fitzpatrick, Willard e Terborgh, 1979 - angelo del sole regale, eliangelo reale
- Sephanoides G. R. Gray, 1840
  - Sephanoides sephaniodes (R. Lesson e Garnot, 1827) - corona di fiamma dorsoverde, capo di fuoco dorsoverde
  - Sephanoides fernandensis (P. P. King, 1831) - corona di fiamma delle Fernandez, capo di fuoco di Juan Fernandez
- Discosura Bonaparte, 1850
  - Discosura conversii (Bourcier e Mulsant, 1846) - colibrì verde
  - Discosura popelairii (Du Bus de Gisignies, 1846) - colibrì cresta a fili
  - Discosura langsdorffi (Temminck, 1821) - colibrì ventrenero
  - Discosura letitiae (Bourcier e Mulsant, 1852) - colibrì di Letizia
  - Discosura longicaudus (J. F. Gmelin, 1788) - colibrì coda a racchetta
- Lophornis R. Lesson, 1829
  - Lophornis ornatus (Boddaert, 1783) - colibrì dai ciuffi ornato
  - Lophornis gouldii (R. Lesson, 1832) - colibrì dai ciuffi di Gould
  - Lophornis magnificus (Vieillot, 1817) - colibrì dai ciuffi magnifico
  - Lophornis brachylophus R. T. Moore, 1949 - colibrì dai ciuffi brevi
  - Lophornis delattrei (R. Lesson, 1839) - colibrì dai ciuffi rossiccio
  - Lophornis stictolophus Salvin e D. G. Elliot, 1873 - colibrì dai ciuffi stellato
  - Lophornis chalybeus (Temminck, 1821) - colibrì dai ciuffi festivo
  - Lophornis verreauxii Bourcier, 1853 - colibrì dai ciuffi farfalla
  - Lophornis pavoninus Salvin e Godman, 1882 - colibrì dai ciuffi pavonino
  - Lophornis helenae (Delattre, 1843) - colibrì dai ciuffi crestanera
  - Lophornis adorabilis Salvin, 1870 - colibrì dai ciuffi crestabianca
- Phlogophilus Gould, 1860
  - Phlogophilus hemileucurus Gould, 1860 - colibrì dalla coda bianca e nera, colibrì dell'Ecuador
  - Phlogophilus harterti Berlepsch e Stolzmann, 1901 - colibrì del Perù, colibrì di Hartert
- Adelomyia Bonaparte, 1854
  - Adelomyia melanogenys (Fraser, 1840) - colibrì guancenere
- Aglaiocercus J. T. Zimmer, 1930
  - Aglaiocercus kingii (R. Lesson, 1832) - silfide codalunga
  - Aglaiocercus coelestis (Gould, 1861) - silfide codaviola
  - Aglaiocercus berlepschi (E. Hartert, 1898) - silfide del Venezuela
- Sappho Reichenbach, 1849
  - Sappho sparganurus (Shaw, 1812, ant. Sappho sparganura) - colibrì saffo- cometa codarossa
- Polyonymus Heine, 1863
  - Polyonymus caroli (Bourcier, 1847) - colibrì cometa codabronzata
- Taphrolesbia Simon, 1918
  - Taphrolesbia griseiventris (Taczanowski, 1883) - colibrì cometa ventregrigio
- Oreotrochilus Gould, 1847
  - Oreotrochilus estella (d'Orbigny, 1838) – stella dei monti andina
  - Oreotrochilus leucopleurus Gould, 1847 - stella dei monti fianchibianchi
  - Oreotrochilus chimborazo (Delattre e Bourcier, 1846) - stella dei monti dell'Ecuador
  - Oreotrochilus cyanolaemus Sornoza-Molina, Freile, J. Nilsson, Krabbe e Bonaccorso, 2018 - stella dei monti golablu
  - Oreotrochilus stolzmanni Salvin, 1895 - stella dei monti testaverde
  - Oreotrochilus melanogaster Gould, 1847 – stella dei monti pettonero
  - Oreotrochilus adela (d'Orbigny, 1838) – stella dei monti codacuneata
- Opisthoprora Cabanis e Heine, 1860
  - Opisthoprora euryptera (Loddiges, 1832) - colibrì di montagna becco di avocetta, avocettina montana
- Lesbia R. Lesson, 1833
  - Lesbia victoriae (Bourcier e Mulsant, 1846) - lesbia codanera
  - Lesbia nuna (R. Lesson, 1832) - lesbia codaverde
- Ramphomicron Bonaparte, 1850
  - Ramphomicron dorsale Salvin e Godman, 1880 - spinibecco dorsonero - becco a spina dorsonero
  - Ramphomicron microrhynchum (Boissonneau, 1840) - spinibecco dorsoviola -  becco a spina dorsopurpureo
- Chalcostigma Reichenbach, 1854
  - Chalcostigma heteropogon (Boissonneau, 1840) - becco a spina codabronzata, spinibecco codabronzo
  - Chalcostigma herrani (Delattre e Bourcier, 1846) - becco a spina di Herran, spinibecco iridato
  - Chalcostigma ruficeps (Gould, 1846) - becco a spina testarossiccia, spinibecco caporossiccio
  - Chalcostigma olivaceum (Lawrence, 1864) - becco a spina olivaceo, spinibecco olivaceo
  - Chalcostigma stanleyi (Bourcier, 1851) - becco a spina di Stanley, spinibecco mantoblu
- Oxypogon Gould, 1848
  - Oxypogon stuebelii A. B. Meyer, 1884 - colibrì dall'elmo di Stübel
  - Oxypogon cyanolaemus Salvin e Godman, 1880 - colibrì dall'elmo barbablu
  - Oxypogon lindenii (Parzudaki, 1845) - colibrì dall'elmo barbabianca
  - Oxypogon guerinii (Boissonneau, 1840) - colibrì dall'elmo di Guerin
- Oreonympha Gould, 1869
  - Oreonympha nobilis Gould, 1869 - ninfa dei monti
- Metallura Gould, 1847
  - Metallura tyrianthina (Loddiges, 1832) - colibrì coda metallica rosso tirio
  - Metallura iracunda Wetmore, 1946 - colibrì coda metallica di Perija
  - Metallura williami (Delattre e Bourcier, 1846) - colibrì coda metallica di William
  - Metallura baroni Salvin, 1893 - colibrì coda metallica golaviola
  - Metallura odomae G. R. Graves, 1980 - colibrì coda metallica di Neblina
  - Metallura theresiae Simon, 1902 - colibrì coda metallica ramato
  - Metallura eupogon (Cabanis, 1874) - colibrì coda metallica goladifiamma
  - Metallura aeneocauda (Gould, 1846) - colibrì coda metallica scaglioso
  - Metallura phoebe (R. Lesson e Delattre, 1839) - colibrì coda metallica nero
- Haplophaedia Simon, 1918
  - Haplophaedia aureliae (Bourcier e Mulsant, 1846) - colibrì zampepiumose verdastro, fiocchetto verdastro
  - Haplophaedia assimilis (D. G. Elliot, 1876) - colibrì zampepiumose fulva,  fiocchetto zampecamoscio
  - Haplophaedia lugens (Gould, 1852) - colibrì zampepiumose canuto, fiocchetto canuto
- Eriocnemis Reichenbach, 1849
  - Eriocnemis nigrivestis (Bourcier e Mulsant, 1852) - colibrì zampepiumose pettonero, fiocchetto pettonero
  - Eriocnemis isabellae Cortés-Diago, Ortega, Mazariegos-Hurtado e Weller, 2007 - colibrì zampepiumose dalla gorgiera, fiocchetto dalla gorgiera
  - Eriocnemis vestita (Eriocnemis vestitus) (R. Lesson, 1839) - colibrì zampepiumose smagliante, fiocchetto lucente
  - Eriocnemis derbyi (Delattre e Bourcier, 1846) - colibrì zampepiumose calzoni neri, fiocchetto zampenere
  - Eriocnemis godini (Bourcier, 1851) - colibrì zampepiumose golaturchese, fiocchetto golaturchese
  - Eriocnemis cupreoventris (Fraser, 1840) - colibrì zampepiumose ventreamaranto, fiocchetto panciarame
  - Eriocnemis luciani (Bourcier, 1847) - colibrì zampepiumose codazaffiro, fiocchetto culzaffiro
  - Eriocnemis mosquera (Delattre e Bourcier, 1846) - colibrì zampepiumose pettodorato, fiocchetto pettodorato
  - Eriocnemis glaucopoides (d'Orbigny e Lafresnaye, 1838) - colibrì zampepiumose corona blu, fiocchetto capoblu
  - Eriocnemis mirabilis Meyer de Schauensee, 1967 - colibrì zampepiumose multicolore, fiocchetto multicolore
  - Eriocnemis aline ((Eriocnemis alinae) Bourcier, 1843) - colibrì zampepiumose pettosmeraldo, fiocchetto panciasmeraldo
- Loddigesia Bonaparte, 1850
  - Loddigesia mirabilis (Bourcier, 1847) - colibrì mirabile, colibrì mirabile coda a spatola, spatolino meraviglioso
- Aglaeactis Gould, 1848
  - Aglaeactis cupripennis (Bourcier, 1843) - raggio di sole splendente
  - Aglaeactis castelnaudii (Bourcier e Mulsant, 1848) - raggio di sole ciuffobianco
  - Aglaeactis aliciae Salvin, 1896 - raggio di sole dorsopurpureo
  - Aglaeactis pamela (d'Orbigny, 1838) - raggio di sole testanera
- Coeligena R. Lesson, 1833
  - Coeligena coeligena (R. Lesson, 1833) - colibrì inca bronzato
  - Coeligena wilsoni (Delattre e Bourcier, 1846) - colibrì inca di Wilson
  - Coeligena prunellei (Bourcier, 1843) - colibrì inca nero
  - Coeligena torquata (Boissonneau, 1840) - colibrì inca dal collare
  - Coeligena violifer (Gould, 1846) - fronte stellata golaviola
  - Coeligena iris (Gould, 1853) - fronte stellata arcobaleno
  - Coeligena phalerata (Bangs, 1898) - fronte stellata codabianca
  - Coeligena orina Wetmore, 1953 - fronte stellata bruno
  - Coeligena lutetiae (Delattre e Bourcier, 1846) - fronte stellata alifulve
  - Coeligena bonapartei (Boissonneau, 1840) - fronte stellata di Bonaparte
  - Coeligena helianthea (R. Lesson, 1839) - fronte stellata golablu
- Lafresnaya Bonaparte, 1850
  - Lafresnaya lafresnayi (Boissonneau, 1840) - colibrì di Lafresnaye
- Ensifera R. Lesson, 1843
  - Ensifera ensifera (Boissonneau, 1840) - colibrì becco a spada
- Pterophanes Gould, 1849
  - Pterophanes cyanopterus (Fraser, 1840) - colibrì ali di zaffiro
- Boissonneaua Reichenbach, 1854
  - Boissonneaua flavescens (Loddiges, 1832) - colibrì diadema codafulva
  - Boissonneaua matthewsii (Bourcier, 1847) - colibrì diadema pettocastano
  - Boissonneaua jardini (Bourcier, 1851) - colibrì diadema purpureo
- Ocreatus Gould, 1846
  - Ocreatus underwoodii (R. Lesson, 1832) - colibrì coda a racchetta di Underwood
  - Ocreatus peruanus (Gould, 1849) - colibrì coda a racchetta del Perù
  - Ocreatus addae (Bourcier, 1846)
- Urochroa Gould, 1856
  - Urochroa bougueri (Bourcier, 1851) - colibrì di Bouguer
  - Urochroa leucura Lawrence, 1864 - stella dei monti codabianca
- Urosticte Gould, 1853
  - Urosticte benjamini (Bourcier, 1851) - colibrì di Benjamin
  - Urosticte ruficrissa Lawrence, 1864 - colibrì dal sottocoda rossiccio
- Heliodoxa Gould, 1850
  - Heliodoxa xanthogonys Salvin e Godman, 1882—colibrì dai sopraccigli di velluto, colibrì diamante dai sopraccigli di velluto, brillante cigliavelluto
  - Heliodoxa gularis (Gould, 1860)  --  colibrì diamante golarosa, brillante golarosa
  - Heliodoxa branickii (Taczanowski, 1874)  --  colibrì di Branick, colibrì diamante di Branick, brillante alirossicce
  - Heliodoxa schreibersii (Bourcier, 1847)  --  colibrì diamante golanera, brillante golanera
  - Heliodoxa aurescens (Gould, 1846)  --  colibrì di Gould, gioiello di Gould, colibrì fronte splendente di Gould
  - Heliodoxa rubinoides (Bourcier e Mulsant, 1846)  --  colibrì diamante pettocastano, brillante pettobruno
  - Heliodoxa jacula Gould, 1850—colibrì diamante corona verde, brillante capoverde
  - Heliodoxa imperatrix (Gould, 1856)  --  colibrì di Eugenia, colibrì diamante imperatore, brillante di Eugenia
  - Heliodoxa leadbeateri (Bourcier, 1843)  --  colibrì di Leadbeater, colibrì diamante di Leadbeater, brillante fronteviola
- Clytolaema Gould, 1853
  - Clytolaema rubricauda (Boddaert, 1783) - colibrì rubino del Brasile
- Patagona G. R. Gray, 1840
  - Patagona gigas (Vieillot, 1824) - colibrì gigante
- Sternoclyta Gould, 1858
  - Sternoclyta cyanopectus (Gould, 1846) - colibrì pettoviola
- Hylonympha Gould, 1873
  - Hylonympha macrocerca Gould, 1873 - colibrì codaforcuta
- Eugenes Gould, 1856
  - Eugenes fulgens (Swainson, 1827) - colibrì magnifico
  - Eugenes spectabilis (Lawrence, 1867) - colibrì di Talamanca
- Panterpe Cabanis e Heine, 1860
  - Panterpe insignis Cabanis e Heine, 1860 - colibrì goladifiamma
- Heliomaster Bonaparte, 1850
  - Heliomaster longirostris (Audebert e Vieillot, 1801)  --  gola stellata beccolungo - golastella beccolungo
  - Heliomaster constantii (Delattre, 1843)  --  gola stellata di Constant - golastella caposcuro
  - Heliomaster squamosus (Temminck, 1823)  --  gola stellata pettostriato - golastella pettostriato
  - Heliomaster furcifer (Shaw, 1812)  --  gola stellata ciuffo blu - golastella ciuffiblu
- Lampornis Swainson, 1827
  - Lampornis hemileucus (Salvin, 1865)  —  gemma di monte ventrebianco, gemma di montagna ventrebianco, orogemma panciabianca
  - Lampornis clemenciae (R. Lesson, 1830)  —  colibrì golablu
  - Lampornis amethystinus (Swainson, 1827)  —  colibrì gola ametista, colibrì golametista
  - Lampornis viridipallens (Bourcier e Mulsant, 1846)  —  gemma di monte golaverde, gemma di montagna golaverde, orogemma golaverde
  - Lampornis sybillae (Salvin e Godman, 1892)  —  gemma di monte pettoverde, gemma di montagna pettoverde, orogemma pettoverde
  - Lampornis calolaemus (Salvin, 1865)  —  gemma di monte gola purpurea, gemma di montagna gola purpurea ,orogemma golaviola
  - Lampornis cinereicauda (Lawrence, 1867)  —  gemma di monte codagrigia, gemma di montagna codagrigia ,orogemma codagrigia
  - Lampornis castaneoventris (Gould, 1851)  —  gemma di montagna golabianca, orogemma golabianca
- Lamprolaima Reichenbach, 1854
  - Lamprolaima rhami (R. Lesson, 1839) - colibrì gola di granato
- Calliphlox F. Boie, 1831
  - Calliphlox amethystina (Boddaert, 1783) - stella dei boschi ametista
- Myrtis Reichenbach, 1854
  - Myrtis fanny (R. Lesson, 1838) - stella dei boschi di Fanny
- Rhodopis Reichenbach, 1854
  - Rhodopis vesper (R. Lesson, 1829) - colibrì rodope
- Myrmia Mulsant, 1876
  - Myrmia micrura (Gould, 1854) - stella dei boschi codacorta
- Thaumastura Bonaparte, 1850
  - Thaumastura cora (R. Lesson e Garnot, 1827) - colibrì di Cora
- Philodice Mulsant, J. Verreaux e É. Verreaux, 1866
  - Philodice bryantae (Lawrence, 1867) - stella dei boschi gola magenta
  - Philodice mitchellii (Bourcier, 1847) - stella dei boschi gola purpurea
- Eulidia Mulsant, 1877
  - Eulidia yarrellii (Bourcier, 1847) - stella dei boschi del Cile
- Microstilbon Todd, 1913
  - Microstilbon burmeisteri (P. L. Sclater, 1888) - stella dei boschi codasottile
- Chaetocercus G. R. Gray, 1855
  - Chaetocercus mulsant (Bourcier, 1843) - stella dei boschi pettobianco
  - Chaetocercus bombus Gould, 1871 - stella dei boschi piccola
  - Chaetocercus heliodor (Bourcier, 1840) - stella dei boschi dal collare
  - Chaetocercus astreans (Bangs, 1899) - stella dei boschi della Colombia
  - Chaetocercus berlepschi Simon, 1889 - stella dei boschi di Esmeraldas
  - Chaetocercus jourdanii (Bourcier, 1839) - stella dei boschi di Jourdan
- Tilmatura Reichenbach, 1854
  - Tilmatura dupontii (R. Lesson, 1832)   —    colibrì di Dupont, colibrì codaluccicante
- Doricha Reichenbach, 1854
  - Doricha enicura (Vieillot, 1818)  —   coda a cesoie snello, forbicino sottile
  - Doricha eliza (R. Lesson e Delattre, 1839)   —   coda a cesoie del Messico, forbicino del Messico
- Calothorax G. R. Gray, 1840
  - Calothorax lucifer (Swainson, 1827) - colibrì luciferino
  - Calothorax pulcher Gould, 1859 - colibrì bello
- Archilochus Reichenbach, 1854
  - Archilochus alexandri  (Bourcier e Mulsant, 1846) - colibrì golanera
  - Archilochus colubris  (Linnaeus, 1758) - colibrì golarubino
- Mellisuga Brisson, 1760
  - Mellisuga minima (Linnaeus, 1758) - colibrì minimo
  - Mellisuga helenae (Lembeye, 1850) - colibrì di Elena
- Nesophlox Ridgway, 1910
  - Nesophlox evelynae (Bourcier, 1847) - colibrì delle Bahama
  - Nesophlox lyrura (Gould, 1869) - stella dei boschi di Inagua
- Calypte Gould, 1856
  - Calypte anna  (R. Lesson, 1829) - colibrì di Anna
  - Calypte costae  (Bourcier, 1839) - colibrì di Costa
- Selasphorus Swainson, 1832
  - Selasphorus calliope (Gould, 1847) - colibrì Calliope
  - Selasphorus rufus (J. F. Gmelin, 1788) - colibrì codalarga rossiccio
  - Selasphorus sasin (Lesson, 1829) - colibrì di Allen
  - Selasphorus platycercus (Swainson, 1827) - colibrì codalarga
  - Selasphorus heloisa (R. Lesson e Delattre, 1839) - colibrì di Eloisa
  - Selasphorus ellioti Ridgway, 1878 - colibrì di Elliot
  - Selasphorus flammula Salvin, 1865 - colibrì codalarga minore
  - Selasphorus scintilla (Gould, 1851) - colibrì scintillante
  - Selasphorus ardens Salvin, 1865 - colibrì ardente
- Phaeoptila Gould, 1861
  - Phaeoptila sordida (Gould, 1859) - colibrì bruno
- Riccordia Reichenbach, 1854
  - Riccordia ricordii (Gervais, 1835) - colibrì smeraldo di Cuba
  - † Riccordia bracei (Lawrence, 1877) - colibrì smeraldo di Brace
  - Riccordia swainsonii (R. Lesson, 1829) - colibrì smeraldo di Hispaniola
  - Riccordia maugaeus (Audebert e Vieillot, 1801) - colibrì smeraldo di Portorico
  - Riccordia bicolor (J. F. Gmelin, 1788) - colibrì testablu
  - † Riccordia elegans (Gould, 1860) - colibrì smeraldo di Gould
- Cynanthus Swainson, 1827
  - Cynanthus latirostris Swainson, 1827 - colibrì beccolargo
  - Cynanthus doubledayi (Bourcier, 1847) - colibrì di Doubleday
  - Cynanthus auriceps (Gould, 1852) - colibrì smeraldo corona dorata
  - Cynanthus forficatus Ridgway, 1885 - colibrì smeraldo di Cozumel
  - Cynanthus canivetii (R. Lesson, 1832) - colibrì smeraldo codaforcuta
- Chlorostilbon Gould, 1853
  - Chlorostilbon assimilis Lawrence, 1861 - colibrì smeraldo dei giardini
  - Chlorostilbon melanorhynchus Gould, 1860 - colibrì smeraldo occidentale
  - Chlorostilbon gibsoni (Fraser, 1840) - colibrì smeraldo di Gibson
  - Chlorostilbon mellisugus (Linnaeus, 1758) - colibrì smeraldo codablu
  - Chlorostilbon olivaresi Stiles, 1996 - colibrì smeraldo di Chiribiquete
  - Chlorostilbon lucidus (Shaw, 1812) - colibrì smeraldo ventredorato
  - Chlorostilbon russatus (Salvin e Godman, 1881) - colibrì smeraldo ramato
  - Chlorostilbon stenurus (Cabanis e Heine, 1860) - colibrì smeraldo codastretta
  - Chlorostilbon alice (Bourcier e Mulsant, 1848) - colibrì smeraldo codaverde
  - Chlorostilbon poortmani (Bourcier, 1843) - colibrì smeraldo di Poortman
- Basilinna F. Boie, 1831
  - Basilinna leucotis (Vieillot, 1818) - colibrì guancebianche, colibrì orecchiebianche
  - Basilinna xantusii (Lawrence, 1861) - colibrì di Xantus, colibrì frontenera
- Pampa Reichenbach, 1854
  - Pampa curvipennis (Deppe, 1830) - colibrì alacurva codacuneata
  - Pampa pampa (R. Lesson, 1832) - colibrì alacurva dello Yucatan
  - Pampa excellens Wetmore, 1941 - colibrì alacurva codalunga
  - Pampa rufa (R. Lesson, 1840) - colibrì alacurva rossiccio
- Abeillia Bonaparte, 1850
  - Abeillia abeillei (R. Lesson e Delattre, 1839) - colibrì gola di smeraldo
- Klais Reichenbach, 1854
  - Klais guimeti (Bourcier, 1843) - colibrì testavioletta
- Orthorhyncus Lacépède, 1799
  - Orthorhyncus cristatus (Linnaeus, 1758) - colibrì crestato delle Antille
- Anthocephala Cabanis e Heine, 1860
  - Anthocephala floriceps (Gould, 1853) - bocciolino, colibrì corona fiorita
  - Anthocephala berlepschi Salvin, 1893 - bocciolino del Tolima
- Stephanoxis Simon, 1897
  - Stephanoxis lalandi (Vieillot, 1818) - colibrì crestato a corona verda
  - Stephanoxis loddigesii (Vigors, 1831) - colibrì crestato a corona purpurea
- Campylopterus Swainson, 1827
  - Campylopterus largipennis (Boddaert, 1783) - colibrì alacurva pettogrigio
  - Campylopterus calcirupicola Lopes, de Vasconcelos e Gonzaga, 2017 - colibrì alacurva delle foreste secche
  - Campylopterus diamantinensis Ruschi, 1963 - colibrì alacurva di Diamantina
  - Campylopterus hyperythrus Cabanis, 1849 - colibrì alacurva pettorossiccio
  - Campylopterus ensipennis (Swainson, 1822) - colibrì alacurva codabianca
  - Campylopterus falcatus (Swainson, 1821) - colibrì alacurva lazulino
  - Campylopterus phainopeplus Salvin e Godman, 1879 - colibrì alacurva di Santa Marta
  - Campylopterus hemileucurus (Deppe, 1830) - colibrì alacurva violetto
  - Campylopterus duidae Chapman, 1929 - colibrì alacurva pettofulvo
  - Campylopterus villaviscensio (Bourcier, 1851) - colibrì alacurva di Napo
- Chalybura Reichenbach, 1854
  - Chalybura urochrysia (Gould, 1861) —  colibrì codaramata di Gould, piumarolo codabronzo
  - Chalybura buffonii (R. Lesson, 1832) —  colibrì di Buffon, colibrì culbianco di Buffon, piumarolo culbianco
- Thalurania Gould, 1848
  - Thalurania colombica (Bourcier, 1843)   —  driade capoblu, ninfa di bosco coronata
  - Thalurania furcata (J. F. Gmelin, 1788)   —  driade codaforcuta, ninfa di bosco codaforcuta
  - Thalurania watertonii (Bourcier, 1847) —  driade codalunga, ninfa di bosco codalunga
  - Thalurania glaucopis (J. F. Gmelin, 1788)  —  driade capoviola, ninfa di bosco corona violetta
- Microchera Gould, 1858
  - Microchera albocoronata (Lawrence, 1855) - colibrì corona di neve
  - Microchera cupreiceps (Lawrence, 1866) - elvira testa di rame
  - Microchera chionura (Gould, 1851) - elvira codabianca
- Goldmania Nelson, 1911
  - Goldmania violiceps Nelson, 1911 - colibrì di Goldmann, colibri di Goldman
  - Goldmania bella (Nelson, 1912) - colibrì di Goethals,  colibrì guancerossicce
- Eupherusa Gould, 1857
  - Eupherusa poliocerca  - colibrì codabianca
  - Eupherusa cyanophrys J. S. Rowley e Orr, 1964 - colibrì di Oaxaca
  - Eupherusa eximia (Delattre, 1843) - colibrì codastriata
  - Eupherusa nigriventris Lawrence, 1868 - colibrì ventrenero
- Phaeochroa Gould, 1861
  - Phaeochroa cuvierii (Delattre e Bourcier, 1846) - colibrì di Cuvier
- Leucippus Bonaparte, 1850
  - Leucippus fallax (Bourcier, 1843) - colibrì fulvo
- Thaumasius P. L. Sclater, 1879
  - Thaumasius baeri (Simon, 1901) - colibrì di Tumbes
  - Thaumasius taczanowskii P. L. Sclater, 1879 - colibrì golamacchiata
- Taphrospilus Simon, 1910
  - Taphrospilus hypostictus (Gould, 1862) - colibrì ventremacchiato
- Eupetomena Gould, 1853
  - Eupetomena macroura (J. F. Gmelin, 1788) - colibrì codadirondine
  - Eupetomena cirrochloris (Vieillot, 1818) - colibrì modesto
- Talaphorus Mulsant e J. Verreaux, 1874
  - Talaphorus chlorocercus Gould, 1866 - colibrì macchiato di oliva
- Trochilus Linnaeus, 1758
  - Trochilus polytmus Linnaeus, 1758 - colibrì coda a bandiera della Giamaica, vessillario beccorosso
  - Trochilus scitulus (Brewster e Bangs, 1901) - colibrì coda a bandiera a becco nero, vessillario becconero
- Leucolia Mulsant, J. Verreaux e É. Verreaux, 1866
  - Leucolia violiceps (Gould, 1859) - amazilia corona violetta
  - Leucolia viridifrons (D. G. Elliot, 1871) - amazilia fronteverde
  - Leucolia wagneri (A. R. Phillips, 1966) - amazilia di Wagner
- Saucerottia Bonaparte, 1850
  - Saucerottia cyanocephala (R. Lesson, 1830) - amazilia coronablu
  - Saucerottia hoffmanni (Cabanis e Heine, 1860) - amazilia di Hoffmann
  - Saucerottia beryllina (Deppe, 1830) - amazilia berillina
  - Saucerottia cyanura (Gould, 1859) - amazilia codablu
  - Saucerottia edward (Delattre e Bourcier, 1846) - amazilia pettodineve
  - Saucerottia saucerottei (Delattre e Bourcier, 1846) - amazilia coda d'acciaio
  - Saucerottia cyanifrons (Bourcier, 1843) - amazilia fronteazzurra
  - Saucerottia castaneiventris (Gould, 1856) - amazilia ventrecastano
  - Saucerottia viridigaster (Bourcier, 1843) - amazilia ventreverde
  - Saucerottia tobaci (J. F. Gmelin, 1788) - amazilia dal groppone ramato
- Amazilia R. Lesson, 1843
  - Amazilia rutila (Delattre, 1843) - amazilia color cannella
  - Amazilia yucatanensis (S. Cabot, 1845) - amazilia dello Yucatan
  - Amazilia tzacatl (de la Llave, 1833) - amazilia codarossiccia
  - Amazilia luciae (Lawrence, 1868) - amazilia dell'Honduras
  - Amazilia boucardi (Mulsant, 1877) - amazilia delle Mangrovie
- Amazilis G. R. Gray, 1855
  - Amazilis amazilia (R. Lesson e Garnot, 1827) - colibrì di Amazili
- Uranomitra Reichenbach, 1854
  - Uranomitra franciae (Bourcier e Mulsant, 1846)  —  amazilia delle Ande, colibrì delle Ande
- Chrysuronia Bonaparte, 1850
  - Chrysuronia goudoti (Bourcier, 1843) - colibrì verde splendente
  - Chrysuronia oenone (R. Lesson, 1832) - colibrì zaffiro codadorata
  - Chrysuronia versicolor (Vieillot, 1818) - amazilia versicolore
  - Chrysuronia coeruleogularis (Gould, 1851) - colibrì gola di zaffiro
  - Chrysuronia lilliae (Stone, 1917) - colibrì ventre di zaffiro
  - Chrysuronia humboldtii (Bourcier e Mulsant, 1852) - colibrì di Humboldt
  - Chrysuronia grayi (Delattre e Bourcier, 1846) - colibrì di Gray
  - Chrysuronia brevirostris (R. Lesson, 1829) - amazilia pettobianco
  - Chrysuronia leucogaster (J. F. Gmelin, 1788) - amazilia ventrechiaro
- Leucochloris Reichenbach, 1854
  - Leucochloris albicollis (Vieillot, 1818) - colibrì golabianca
- Chionomesa Simon, 1921
  - Chionomesa fimbriata (J. F. Gmelin, 1788) - amazilia gola scintillante
  - Chionomesa lactea (R. Lesson, 1832) - amazilia di zaffiro
- Hylocharis F. Boie, 1831
  - Hylocharis sapphirina (J. F. Gmelin, 1788) - colibrì zaffiro golarossiccia
  - Hylocharis chrysura (Shaw, 1812) - colibrì dorato
- Elliotomyia Stiles e Remsen, 2019
  - Elliotomyia chionogaster (Tschudi, 1846) - amazilia ventrebianco
  - Elliotomyia viridicauda (Berlepsch, 1883) - amazilia verde e bianca
- Polyerata Heine, 1863
  - Polyerata amabilis (Gould, 1853) - amazilia pettoblu
  - Polyerata decora Salvin, 1891 - amazilia ornata
  - Polyerata rosenbergi Boucard, 1895 - amazilia pettopurpureo
- Chlorestes Reichenbach, 1854
  - Chlorestes candida (Bourcier e Mulsant, 1846) - amazilia candida
  - Chlorestes eliciae (Bourcier e Mulsant, 1846) - colibrì di Elisa
  - Chlorestes cyanus (Vieillot, 1818) - colibrì zaffiro golabianca
  - Chlorestes julie (Bourcier, 1843) - colibrì ventreviola
  - Chlorestes notata (Reich, 1793) - colibrì zaffiro golablu